# Joan Armangué i Herrero
Joan Armangué i Herrero   (Barcelona, 19 de novembre de 1960) és professor, autor i traductor. Actualment resideix a Sardenya.
És dissenyador gràfic, il·lustrador i periodista encara que també professor i autor de novel·les infantils i juvenils. És doctor en Filologia Catalana per la Universitat de Barcelona, des del 1985 resideix a Càller (Sardenya) on exerceix com a professor d'universitat i és membre de la comissió examinadora de Filologia Romànica.